# オリックスカーシェア
オリックスカーシェアは、オリックス自動車が2007年〈平成19年〉から運営するカーシェアリング事業。

## 概要
北海道、青森県、岩手県、宮城県、秋田県、山形県、福島県、茨城県、栃木県、群馬県、埼玉県、千葉県、東京都、神奈川県、富山県、石川県、長野県、岐阜県、静岡県、愛知県、三重県、京都府、大阪府、兵庫県、奈良県、香川県、福岡県、沖縄県でサービスを行なっている。

## 歴史
- 2000年　- カーシェアリング実証化モニターテスト開始。
- 2007年　- 「プチレンタ」のサービス名で正式にサービス開始。
- 2010年10月 - サービス名を「オリックスカーシェア」に変更。

## 車種
- ダイハツ・タント
- ダイハツ・ロッキー
- ホンダ・N-WGN
- ホンダ・フリード
- スズキ・ソリオ
- 日産サクラ
- ホンダ・フィット
- ホンダ・フィットHV
- スズキソリオ
- ホンダ・シャトル
- ホンダ・ヴェゼル
- 日産・セレナ
- 日産・ノートe-power
- トヨタ・プリウス
- ホンダ・ステップワゴン
- ホンダ・N-BOX
- トヨタ・カローラアクシオ
- トヨタ・アクア
- トヨタ ヤリス
- 日産・リーフ
- 日産・ノート
- トヨタ・カローラフィールダー
- 日産・エクストレイル
- トヨタ・MIRAI
- スズキクロスビー